# 시노자키 아이
시노자키 아이(일본어: 篠崎 愛 しのざき あい[*], 1992년 2월 26일~)는 일본 도쿄 출신의 그라비아 아이돌 겸 가수, 배우이다. 일본을 대표하며 한국에서 인지도가 가장 높은 그라비아 아이돌로 평가되기도 한다. 귀엽고 아이같은 얼굴에 성숙한 몸매를 지녀서 14세(중학교 3학년) 때 일찍이 그라비아 아이돌로 데뷔했고, 2008년 싱글 「M」을 발표, 가수로도 데뷔했다. 2011년부터는 4인조 아이돌 그룹 에르(AeLL.)의 멤버로 활동하며 배우 활동도 병행했다. 2015년 에르의 활동이 잠정 중단되자 다시 솔로 가수 데뷰를 선언, 코다 쿠미를 꿈꾸며 가수로 성장해 나가겠다고 포부를 밝혔다. 열성적인 한류팬으로도 알려져 있다. 혈액형은 A형이다.

## 내력

### 2006-2010: 초기 활동
2006년 7월, 중학교 3학년 때 해왕사가 발행하는 남성 독자 대상의 여중생 한정 주니어 아이돌 전문 그라비아 잡지 「추보」(Chu → Boh)에서 그라비아 데뷔, 간판 아이돌로 활동했다.
2007년 「추보」(Chu → Boh)의 자매 잡지인 여고생 한정 주니어 아이돌 전문 그라비아 잡지 「코보」(Koh → Boh)로 이적하여 활동했다. 6월, 슈에이샤의 청년 만화 잡지 「주간 영 점프」의 독자 투표 형식 아이돌 오디션 「전국 여고생 교복 컬렉션」(약칭은 「제 코레」이지만, 2001년에 오디션의 명칭 자체가 이 명칭으로 바뀌었다. 이후 「제 코레」라고 적는다.)에서 준 그랑프리를 수상했다. 10월 드라마 「24개의 눈동자」(TBS 계)에 출연하며 배우로서도 데뷔했다.
2008년 3월 26일, 일본의 록밴드 프린세스 프린세스의 곡을 리메이크 한 싱글 「M」을 발표하며 가수 데뷔했다.
2009년 11월, 여고생으로서의 마지막 사진집이 되는 「하티네스」(ハーティネス)를 무크 형식으로 DVD를 첨부해 발표했다.
2010년 5월, 고등학교 졸업 후의 첫 사진집이 되는 「벗꽃이 필 때」(桜サクトキ, 사쿠라 사쿠토키)를 발표했다. 11월 20일, 마블사에서의 마지막 DVD가 되는 「시노자키 아이 스페셜 DVD 박스」를 발표했다. DVD의 설명에는 마지막 작품인 것 같은 내용이 적혀 있었고 발매 이벤트도 생략되어 은퇴설이 나돌았다.

### 2011-2014: 에르 시대
「에르」로서의 상세 내력은 「에르#내력」을 참조하세요.

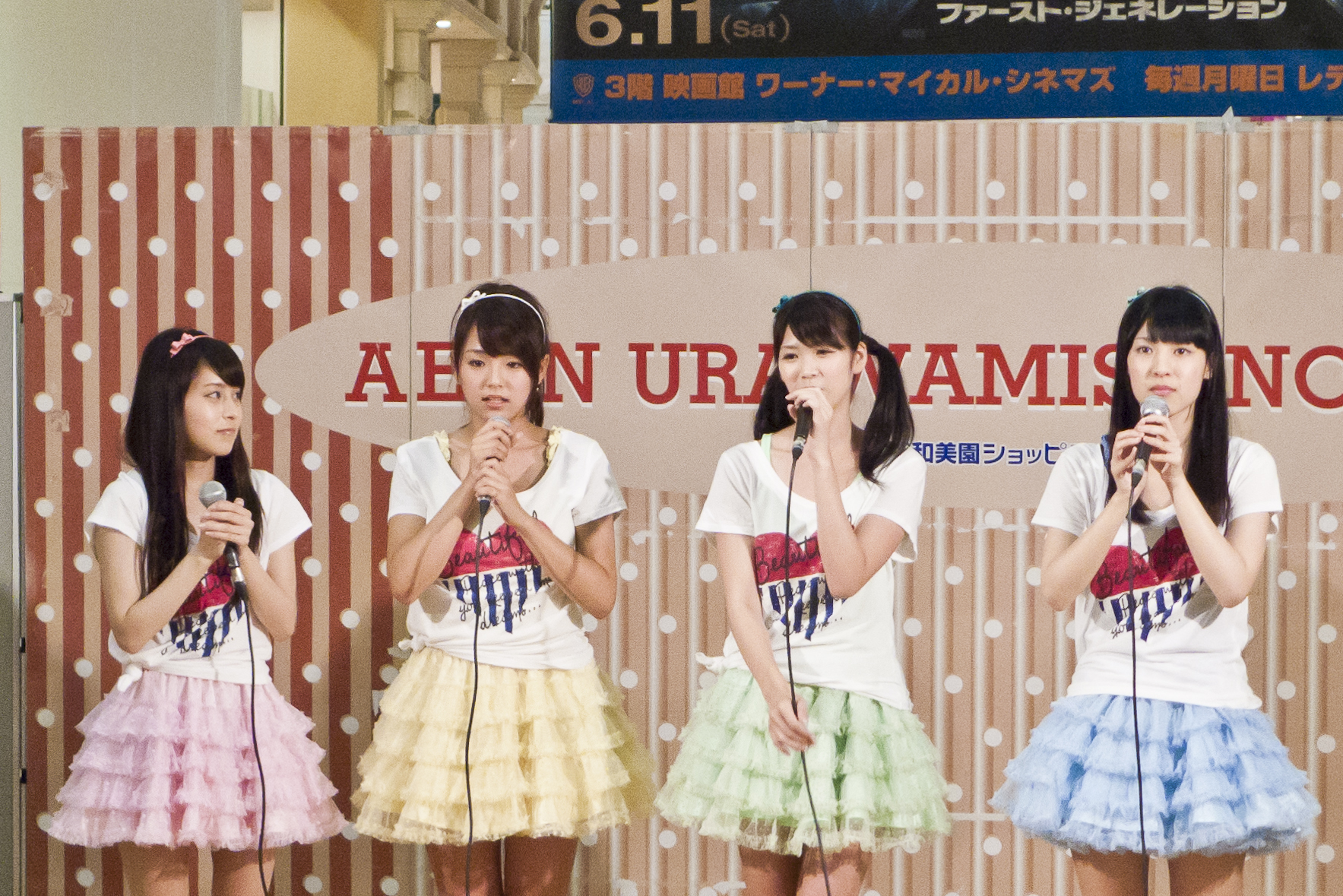
이온 우라와 미소노 쇼핑센터에서 공연중인 에르(좌측부터 니시 에리카,시노자키 아이, 다나카 구미, 시조 하루나), 2011년 6월

2011년 1월 1일, 「마블사」를 떠나 가수의 관리가 비교적 충분하던 「샤이닝 윌」로 소속사를 옮겼다. 그리고 4인조 아이돌 그룹 에르의 멤버로 활동을 시작한다는 소식을 알렸다. 그룹명 에르에는 '사랑으로 활동하는 에코 라이프'라는 의미가 담겨져 있었다. 에르는 그룹명에 담긴 의미처럼 '오늘날의 환경 문제에 정면으로 맞서는 아이돌'이라는 활동 방침을 내걸고 활동을 시작했다. 1월 10일, 에르의 정식 멤버로서 공식적인 활동을 시작했다. 4월 27일, 「샤이닝 윌」에서의 그녀의 첫 DVD 「순애이상」(純愛以上)을 발표했다. 4월 29일, 에르로서 첫번째 싱글 「생리학적 원숭이들」(エコロジーモンキーズ, 에코로지 몽키즈)을 발표했으며 도쿄 타워 레코드 신주쿠에서 데뷔 무대를 가졌다. 5월, 하쿠센샤 「제12회 2011 미스 영 애니멀 그랑프리」를 수상했다. 7월 31일, 에르로서 두번째 싱글 「힘내라! 나!」(頑張れ!私!, 간바레 와타시!)을 발표했다. 11월 19일, 에르로서 세번째 싱글 「매일 지지 않아!」(Everyday 負けない!, Everyday 마케나이!)를 발표했다. 같은 날 그녀의 첫 주연 영화 「구멍난 팬티 더 무비」도 공개 됐다.
2012년 2월 11일, 에르로서 네번째 싱글 「고마워요 안녕」(ありがとうサヨナラ, 아리가토 사요나라)을 발표했다. 4월, 세가에서 출시한 PS비타 전용 온라인 게임 「사무라이 & 드래곤즈」의 홍모 모델로 선정됐다. 5월, 하쿠센샤 「제13회 2012 미스 영 애니멀 그랑프리「를 수상했다. 9월 5일, 에르로서 첫 정규 앨범 「with AeLL.」을 발표했다.
2013년 3월 31일, 에르로서 다섯번째 싱글 「Magic⇔Music」을 발표했다. 8월 7일, 에르로서 여섯번째 싱글 「신데렐라 섬머타임」(シンデレラ サマータイム)을 발표했다. 5월, 하쿠센샤 「제14회 2013 미스 영 애니멀 그랑프리」를 수상했다. 8월 10일, 두번째 주연 영화 「타임슬립 안경」이 공개 됐다. 이 영화에서는 에르 멤버들이 모두 출연했다. 10월 27일, 에르로서 일곱번째 싱글 「푸른 하늘/정」(青空〜きっと想いは届く〜/絆, 아오조라/키즈나)을 발표했다. 12월 28일, 9월 발표한 그녀의 DVD 「Ai's Origin」이 TBS 랭크 왕국 「2013년 아이돌 DVD 랭킹」에서 1위를 획득했다.
2014년, 4월 9일 에르로서 두번째 정규 앨범 「4/4 YON BUN NO YON」을 발표했다. 5월, 하쿠센샤 「제15회 2014 미스 영 애니멀 그랑프리」를 수상, 오구라 유코가 세운 기록과 동일한 「미스 영 애니멀」 V4를 달성했다. 9월 14일, 신주쿠 ReNY 공연 「에르 라스트 원맨 라이브 인 도쿄 ~ 정말 고마워 ~」을 마지막으로 에르는 개인 활동의 영역을 넓히기 위해 잠정 활동 중단을 선언했다.

### 2015-: 솔로 커리어

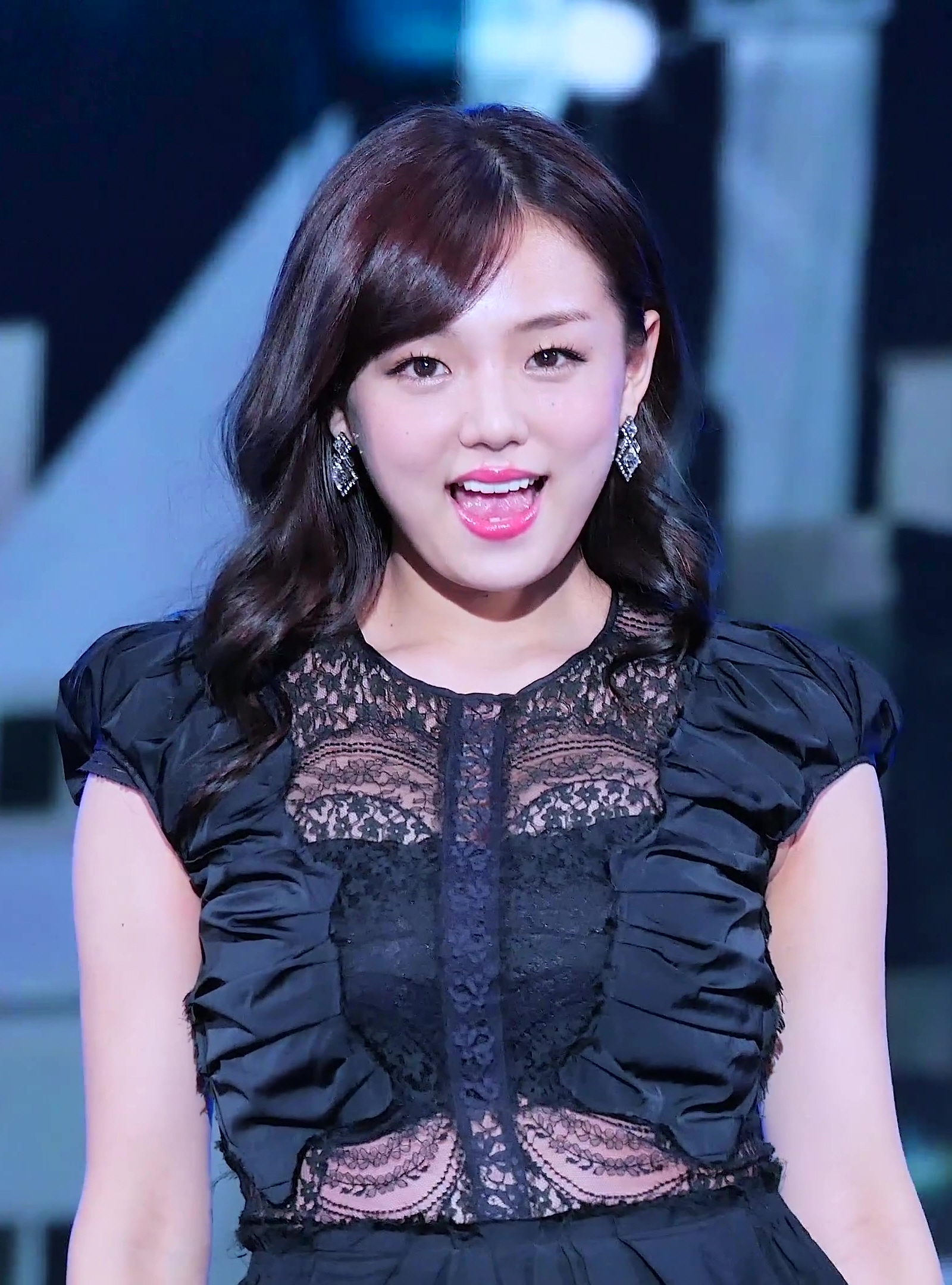
AMN 빅 콘서트, 2016년 10월

2015년 2월 26일, '시노자키 아이 탄생제' 행사가 개최됐다. 어릴 적부터 가수로서 성공하는 것이 꿈이었던 그녀는 이 자리에서 "앞으로 노래에 힘을 쏟고 노력해 가고 싶다. 해 내야만 한다"라며 솔로가수 데뷰를 선언했다. 4월 4일 세번째 주연 영화 「도쿄암충판도라」가 공개 됐다. 4월 15일, 에르 해체 후 첫 싱글이 되는 「AGAIN」을 발표, 솔로 가수로 활동을 시작했다. 5월, 하쿠센샤 「제 15회 2014 미스 영 애니멀 그랑프리」를 수상했다. 7월, 국내 게임 업체 넥슨의 1인칭 슈팅 게임 '서든어택'의 홍보 모델로 선정됐다. 12월 9일, 첫 정규 앨범 「EAT ’EM AND SMILE」을 발표했다.
2016년 1월, 맥심코리아 2월 호의 표지 모델로 선정되어 국내에서 표지 촬영을 가졌다. 촬영 현장은 국내 인터넷 방송국 아프리카 TV에서 실황 생중계 되었고, 누적 시청자수 413,070 명을 기록하며 폭발적인 반응을 얻어냈다. 그녀는 인터뷰를 통해 "(한국 활동 계획은) 아직 없는데 한국 너무 좋아해 많이 왔으면 좋겠다"면서 팬들을 향해 한국말로 "사랑해요"라고 말했다. 1월 24일 그녀의 표지가 실린 2016년 맥심코리아 2월호의 공식 발행을 하루 앞두고 이례적으로 판매한 온라인 사전 물량이 하루 만에 모두 품절되는 초유의 품절 행진을 보였다. 또한 오픈 직후 단 하루 판매량만으로 모든 주요 인터넷 서점에서 잡지 주간판매 순위 1위를 기록했다. 2월 14일 야후 재팬이 주최하는 해커톤 이벤트 'Hack Day 2016'에 등장했다.

## 인물
- 좋아하는 음식은 오징어 · 딸기 맛 포키 · 튀김· 타코야끼 · 코고메 파오 · 만두 · 카레 · 간장게장, 싫어하는 음식은 샐러리 · 낫토 · 매실 장아찌이다.[23][24][25]
- 잘하는 요리는 크림 파스타이다.[26]
- 학창 시절 자신있는 과목은 가정이었고, 싫어하는 과목은 과학 및 사회였다.[23]
- 노래 부르는 것을 좋아하며 그라비아 아이돌로 데뷔할 때부터 가수가 되는 것을 꿈꿨다. 사이토 아야카의 초승달 을 불렀을 때 사람들로부터 아야카의 목소리와 아주 비슷하다는 얘기를 들었다고 한 적이 있다.[23] TV에서도 이 곡을 자주 선보이고 있으며 2012년 12월 2일 출연한 「'노래방 ★ 배틀 연예계 No.1 결정전」에서도 이 곡으로 94.848의 점수를 기록했다. 목표로 하는 가수는 코다 쿠미이다.[12]
- 가슴이 커지기 시작한 것은 초등학교 시절이었다. 사진으로 자신의 가슴을 보면 '크다'라고 생각했고 '어쩐지 둥근 걸 붙이고 있는 것 같다'는 느낌을 받았다고 한다. 또 "좀 더 작아도 좋았을 텐데"라며 아쉬움의 말도 했다고 한다.[27][28]
- 음식을 상당히 좋아한다. 개인 블로그와 트위터에 올라오는 사진의 절반 이상은 음식과 연관이 되어 있을 정도이다. 가장 좋아하는 음식은 고기류로, 그녀의 셀카 중에서는 유난히 고기를 먹는 모습이 많다. 라면도 상당히 좋아해서 혼자 라면 가게에 가는 일도 많다. 한국 음식도 상당히 좋아해 도쿄내 코리아 타운인 신오오쿠보에 있는 한 식당에 다녀와 인증샷을 올린 적이 있으며 순두부 찌개와 떡볶이를 먹고 있는 인증샷도 올린 바 있다. 한 때 식도락에 빠져 있어 한 동안 몸매가 빵빵해졌던 흑역사도 있는데, 심각함을 느꼈는지 다시 꾸준한 관리와 체중조절을 통해 다이어트에 성공했다. 특이 사항은 전체적으로 살이 빠져 슬림해졌지만 가슴은 그대로 유지되는 기적을 보여줬다는 것이다.
- 어려보이는 외모와는 달리 강단이 있다. AKB48의 그라비아 진출에 대한 독설과 자신이 한류에 대해 좋아하는 것은 거리낌 없이 외부에 표현하는 점이 그렇다.
- 한류 아이돌에 대한 패션, K-pop, 아이돌 팬덕후까지 삼위일체 한류팬이다. "K-Pop에서 헤어나올 수 없다. 한국에 가서 한국사람들을 만나고 싶다"고 말한 적이 있으며 유튜브를 통해 소녀시대의 <다시 만난 세계>를 부르는 그녀의 영상이 유튜브에 공개되면서 국내에서 화제가 된 바 있다. 2015년 4월 15일, 한국 진출을 고려 중이라고 말하기도 했다.[29][30][31]
- 혈액형은 A, 시력은 좌우 모두 1.2다.

## 에피소드
- 2011년 5월 버라이어티 프로그램 '고렌탄'(후지 TV계)의 그라비아 아이돌의 실제 허리 사이즈를 확인하는 코너에 출연, 허리가 실제로는 71cm 이었다는 것이 밝혀지며 공식 프로필 상의 60cm에서 11cm나 차이 난 것이 들켜 버렸다. 이후 그녀는 다이어트를 통해 3개월 후 67.1cm까지 줄였다.
- 2013년 10월 20일 니뽄 TV 계의 아리요시 반성회 에 출연, 사회자 아리요시에게 '에르 멤버들과 앞으로 계속해서 함께 해 나갈 것인가'에 관하여 이야기 할 때 "돼지는 혼자서 지내는 거야?"라고 묻자, "돼지 아니어요!"라며 일어서서 역성을 냈었다. 그 후, 자신의 블로그에서 "처음 TV에서 '돼지'라고 말했다. 네 ~ 응!"라고, 슬픈 감정을 호소했다.
- 에르 활동시 팬 이벤트의 차별화를 두기 위해 '에르 마을 만들기' 이벤트를 기획, 팬들에게 참가비 4500엔(한화 42,000원정도)을 받아서 장갑이나 장화, 장비를 구입했고, 참가한 팬들과 함께 본격적으로 노가다 작업을 했다. 당시 그녀는 이 이벤트에 대해 "자급자족 할 수 있는 생태마을을 만들어 나중에 팬들과 가족처럼 살고 싶다"라고 설명했다.
- 팬 이벤트로 놀랍게도 풀스윙 사커킥을 했다. 본격 사디스트 아이돌 에르 팬미팅 행사에서 자신에게 맞고 싶어 하는 팬에게만 '발차기 서비스'를 했다.엄청난 포상이다
- 2013년 7월 10일 「나카이의 창」(일본 TV 계)의 「신구 아이돌 스페셜」에 출연했을 때, 출연자 전원에게 "솔직히 AKB48이 번거롭다!"라는 토탈 라이저를 이용한 프로그램 질문에, 출연자 중 유일한 스위치를 눌렀다. 그녀는 "(AKB는) 유닛과는 비교할 수 없을 정도 국민적 아이돌씨라서"라고 전제 한 뒤 "(AKB 때문에) 그라비아의 수요가 얇아지고 있다. 좀 그만했으면 좋겠다 "라고 발언, 그라비아를 본업으로 하지 않는 AKB48의 멤버가 주간지 등의 표지를 석권하고 있는 상황에 대해 불평했다. 사회를 맡은 나카이 마사히로(SMAP)는 "멋지다!" "힘내라! 응원하고 싶어진다!"라며 시노자키의 당당한 태도를 극찬했다.
- 2014년 5월 심야 방송 「월요일부터 밤샘」(일본 TV 계) 100회 특집에서는 '붐의 뒷면에는 어려움을 겪고 있는 사람도 있는 것'이라는 제목으로 다양한 붐의 그늘에서 어려움에 처해진 사람들을 소개했는데, 그 중 하나가 그라비아 아이돌이었으며 시노자키 아이가 VTR로 등장했다. 그녀는 "지난 몇 년 간 그라비아 아이돌의 수요가 굉장히 줄어들고 모두 정말 곤란해 하고 있다" 고 토로한 뒤, "이런 그라비아 아이돌을 괴롭히는 것은 지금 국민적 아이돌이 된 AKB48가 그라비아 아이돌의 밭을 망치고 있기 때문이다"라고 발언했고, 한 발 더 나아가 "AKB48는 유리한 위치에 있는데, 본래 그라비아는 아니잖아요, 그래서 남의 밭에 들어가기를 원치 않아요"라고 속내를 밝혔다.[32]
- 2014년 9월 16일 악플러들의 성희롱 성 댓글에 분노했었다. 일본 이바라키 현 남부에서 진도 5 규모의 지진이 발생하자, 그녀는 자신의 트위터에 "모두 괜찮아요? 난 빌딩 7층에 있어서 상당히 흔들렸지만 괜찮아요"라며 상황을 보고 했는데, 악플러들이 "지진이 났다면 가슴도 흔들렸냐"는 성희롱 성 댓글을 남긴 것이다. 이에 그녀는 크게 분노해 '이럴 때 이렇게 말하는 건 무리라고 본다'며 노골적으로 불쾌감을 표시했었다.
- 2015년 4월 10일 FT아일랜드의 메인보컬 이홍기와 6개월째 연애 중이라는 기사가 난 적이 있는데 이홍기 소속사에서 곧 바로 '친구 사이일 뿐이다'라고 보도자료를 냈다. 시노자키 아이 또한 4월 14일 일본의 한 라디오 프로그램에 출연해 이홍기와의 열애설과 관련해 "아무 사이 아니다. 그냥 친구로 지내고 있다"라고 말했으며, "키스 한 번도 안 했냐?"는 방송인 타무라 아츠시의 추궁에 "친구니까 안했다"라며 웃음과 함께 부인했다. 또한 그녀는 4월 16일 자신의 공식 블로그에 '이번 보도에 대해'라는 제목의 친필 편지를 올리며 팬들에게 사과를 하기도 했다.

## 음반 활동
「에르」로서의 음반은 「에르 (일본의 음악 그룹)#음반」을 참조하세요.

### 싱글
| 번호 | 정보 | 트랙 리스트 | 비고                                                                        |
| ---- | --- | --- | --------------------------------------------------------------------------- |
| 1    | 《M》 - 발매일: 2008년 3월 26일 - 레이블: FOR-SIDE RECORDS - 포맷: CD - 사양: - [CD+DVD] ('1. M의 PV, 2. 이미지 DVD, 3. M의 메이킹' 수록 DVD 첨부)                                                                                            | 1. M ※ 프린세스 프린세스「M」커버 작사: 토미타 쿄코 작곡: 오쿠이 카오리 2. 두근두근 (ドキドキ, 도키도키) ※ 쥬디 앤 마리 「두근두근」커버 작사: 유키 작곡: 온다 요시히토 3. M (경음악) 작곡: 오쿠이 카오리 4. 두근두근 (ドキドキ, 도키도키) (경음악) 작곡: 온다 요시히토 |                                                                             |
| 2    | 《I Love You》 - 발매일: 2012년 6월 10일 - 레이블: FOR-SIDE RECORDS - 포맷: CD | 1. I love you ※ SEGA 「사무라이 & 드래곤즈」 공식 이미지 송 'Play for Free'에 가사를 새로 입힌 정규 곡 작사: 미상 작곡: 미상 2. I love you (instrumenal) 작곡: 미상 |                                                                             |
| 3    | 《A-G-A-I-N》 - 발매일: 2015년 4월 29일 - 레이블: L's Shit recordings - 포맷: CD - 사양 : - 첫회 생산 한정반 [CD] (7인치 종이 쟈켓 사양 (가사 첨부 포스터 유형 포토 시트)) - 통상반 [CD] (보석 케이스 사양 (가사 첨부 12P 포토 소책자)        | 1. A-G-A-I-N 작사: 카미 카오루 작곡: 파 웨스터룬드・로렌 다이슨 2. Rainy blue ※ 영화 『도쿄암충판도라』 주제가 작사: O-live 작곡: O-live 3. 미열안내인 (微熱案内人) (Acoustic Piano Version) 작사: 장미원 아부 작곡: 장미원 아부 |                                                                             |
| 4    | 《시노자키 아이 PHOTO & MUSIC BOOK "빛 (ヒカリ, 히카리)"》 - 발매일: 2015년 11월 16일 - 발행: 가도카와 코퍼레이션 - 포맷: DL 데이터 (사진집에 다운로드 코드 첨부) - 사양: - DL 코드 내장 10인치 LP · SP 반 크기 (250mm×250mm) 48P 포토북 사양 | 1. 빛 (ヒカリ, 히카리) ※ 《EAT ’EM AND SMILE》로부터의 선행 싱글 작사: 마츠오 아키히코 작곡: COZZ | ※ Amazon J-POP 히트 상품 랭킹 1 위 획득 ※ 주간 USEN HIT 인디 랭킹 1 위 획득 |
| 5    | 《입이 험한 여자 (口の悪い女, 쿠치노 와루이 온나)》 - 발매일: 2016년 8월 24일 - 레이블: Sony Music Records Inc - 포맷: CD - 사양: - 초회 [CD+포토북] (36P 포토북 첨부 삼방 키 슬리브 사양) - 통상반 [CD]                                      | 1. 입이 험한 여자 (口の悪い女, 쿠치노 와루이 온나) 작사: 후쿠다 다카시・와타카베 마코토・마루야 마나부 작곡: 후쿠다 다카시・와타카베 마코토・마루야 마나부 2. BAD LOVE 작사: 가토오 유카리 작곡: 가토오 유카리 3. 쾌락주의 (快楽主義) 작사: 야마모토 메코 작곡: 요스케 사토 |                                                                             |
| 6    | 《True Love》 - 발매일: 2016년 12월 7일 - 레이블: Sony Music Records Inc - 포맷: CD - 사양: - 첫회 생산 한정반 [CD+포토북] (톱 사이즈 포토북 & 삼방 키 슬리브 사양) - 통상반 [CD] - 기간 생산 한정반 [CD] (애니메이션 신작 쟈켓 사양)         | 1. True Love (애니메이션 '타임보칸 24' 엔딩 테마곡) 작사: Leonn 작곡: 히비노 히로시 2. Special해서 (Specialすぎて) 작사: 가와바타 마사미 작곡: 가와바타 마사미 3. 진한 빨강 숨기고 (眞っ赤隱して, 맛카 카쿠시테) 작사: 도노 아키노리 작곡: 도노 아키노리 3. 추억의 한숨 (想い出の溜息, 오모이데노 타메이키) 작사: 시라이 유키 작곡: 와타나베 야스시 5. 사랑스러워 (愛しい, 이토시이) 작사: Acky Lano 작곡: Acky Lano |                                                                             |
| 7    | 《Floatin' Like The Moon》 - 발매일: 2017년 9월 18일 - 레이블: Sony Music Records Inc - 포맷: CD - 사양: - 첫회 생산 한정반 [CD+DVD] (삼방 키 슬리브 사양 ) - 통상반 [CD]                                                                     | 1. Floatin' Like The Moon 작사: 스이미 작곡: 저스틴 모레츠, 에가미 코타로 2. Moment 작사: 시노자키 아이, 가와바타 마사미 작곡: 가와바타 마사미 3. Floatin' Like The Moon (instrumental) 작곡: 저스틴 모레츠, 에가미 코타로 3. Moment (instrumental) 작곡: 가와바타 마사미 | ※ 후지 TV 「선구! 음악」 9월 월간 아티스트                                  |

### 미니
- LOVE/HATE (2017년 3월 22일, L's Shit recordings)

| Disk 1 | Disk 1                                                                           | Disk 1                                                    | Disk 1   |
| #      | 곡 제목                                                                          | 작사, 작곡                                                | 재생시간 |
| ------ | -------------------------------------------------------------------------------- | --------------------------------------------------------- | -------- |
| 1      | Peppermint                                                                       | 작사・작곡: 와타나베 야스시                               | 2:09     |
| 2      | True Love (애니메이션 '타임보칸 24' 엔딩 테마곡)                                 | 작사: Leonn / 작곡: 히비노 히로시                         | 3:49     |
| 3      | 사랑스러워 (愛しい, 이토시이)                                                    | 작사・작곡: Acky Lano                                     | 3:43     |
| 4      | 될 대로의 사랑 (ユキアタリバッタリノ戀)                                          | 작사・작곡: 도노 아키노리                                 | 4:43     |
| 5      | 나쁜 고양이 (惡い猫, 와루이 네코)                                                | 작사: 카이토 유카리, 카와사키 소라 / 작곡 : 카이토 유카리 | 4:12     |
| 6      | 口の惡い女 (입이 험한 여자, 쿠치노 와루이 온나)                                  | 작사・작곡: 후쿠다 다카시, 와타카베 마코토, 마루야 마나부 | 3:34     |
| Disk 2 |                                                                                  |                                                           |          |
| #      | 곡 제목                                                                          | 작사, 작곡                                                | 재생시간 |
| 1      | Last Chance (ラストチャンス) ( Something Else (Cover) )                          | 작사・작곡: Something Else                                |          |
| 2      | 마지막 비(最後の雨) ( 나카니시 야스시 (Cover) )                                  | 작사: 나츠메 준 / 작곡: 토시미 타카시                     |          |
| 3      | Tattoo ( 나카모리 아키나 (Cover) )                                               | 작사: 모리 유리코 / 작곡: 세키네 안리                     |          |
| 4      | 당신을 만나고 싶어서 (あなたに逢いたくて)~Missing You~ ( 마츠다 세이코 (Cover) ) | 작사: 마츠다 세이코 / 작곡: 마츠다 세이코, 오구라 료      |          |

※ 사양: 첫회 생산 한정반 [2CD] (커버곡을 수록한 보너스 CD 포함) / 통상 반 [CD]

### 정규
- EAT ’EM AND SMILE (2015년 12월 9일, L's Shit recordings)

| # | 곡 제목                                  | 작사, 작곡                                           | 재생시간 |
| - | ---------------------------------------- | ---------------------------------------------------- | -------- |
| 1 | Noize                                    | 작사・작곡: 후루카와 다카히로                        | 3:35     |
| 2 | 빛 (ヒカリ, 히카리)                      | 작사: 아키히코 마츠오 / 작곡: COZZI                  | 4:25     |
| 3 | 메모라이즈 (メモライズ)                  | 작사: 카미 카오루 / 작곡: KEN for 2SOUL MUSIC, Inc.  | 3:00     |
| 4 | A-G-A-I-N (Album Edit)                   | 작사: 카미 카오루 / 작곡: 파 웨스터룬드・로렌 다이슨 | 3:19     |
| 5 | Sweet Pain                               | 작사: MOMO“mocha”N. / 작곡: Alex York                | 2:43     |
| 6 | 날 믿어 (ぼくをしんじて, 보쿠오시은지테) | 작사・작곡: Yohio                                    | 4:44     |
| 7 | Brave                                    | 작사: N.T.S / 작곡: 니시카와 겐지                    | 3:18     |
| 8 | 미열안내인 (微熱案内人) ((Album Version) | 작사・작곡: 장미원 아부 (여왕벌)                     | 4:57     |

※ 사양: 첫회 생산 한정반 [CD+DVD] (A5 크기 36P 포토 소책자 & 가사 첨부 종이 쟈켓 사양) / 통상반 [CD] ※ 24P 포토 소책자 & 가사 첨부 보석 케이스 사양)
※ 비고: 오리콘 주간 인디 앨범 랭킹 1 위 획득

### 참여
- 여왕벌's 디지털 싱글 売旬 feat. 시노자키 아이 (2015년 5월 13일. Sony Music Labels Inc.)
작사・작곡：장미원 아부

## PV 목록
- M (2008)
- 두근두근 (ドキドキ, 도키도키) (2008)
- 그날까지 (その日まで, 소노마데) (2009) from 이미지 DVD 「약속 ~ 홋카이도 원거리 연애 ~」
- Play for Free (2012)  (SEGA 온라인 게임 「사무라이 & 드래곤즈」 공식 이미지 송)
- 충전 러브 스토리 (充電ラブストーリー) (2015) (패밀리 마트×닛산 자동차 콜라보 기획 「패밀리 마트 de 충전 캠페인」 '에레킹 밴드 & 시노자키 아이' WEB 한정 CM)
- A-G-A-I-N (2015)
- 마지막 기회 (ラストチャンス, 라스트 찬스) (2015) (Something ELse의 '마지막 기회 (ラストチャンス, 라스트 찬스)'를 커버 한 TV CM)
- Hikrari (2015)
- 입이 험한 여자 (口の悪い女, 쿠치노 와루이 온나) (2016)
- Floatin' Like the Moon (2017)
- 나쁜 고양이 (惡い猫, 와루이 네코) (2017)

## 출연 활동

### 영화
- 구멍난 팬티 더 무비 (2011년 11월) - 주연 · 이치노세 나루미 역
- 타임슬립 안경 (2013년 8월 10일) - 주연 · 하시다 후지코 역
- 알프스 여학원 (2014년 9월 27일) - 오노즈카 에리 역
- 카마토토 (2014년 10월 4일) - 시노하라 메구미 역
- 도쿄암충판도라 (2015년 4월 4일) - 주연 · 오니즈카 유이 역
- 뼈 항아리 (2012년 5월) - 사에키 가호 역
- 모두가 초능력자 (2015년 9월 4일) - 서점의 점장 게이코 역

### 드라마
- 24개의 눈동자 (2007년 10월 - 2008년 3월, TBS)
- 내가 연애할 수 없는 이유 (2011년 10월 17일 - 12월 19일, 후지 TV)

## 라디오
- SBS 파워FM 배성재의 텐 - (2017년 11월 10일)

## 그라비아 활동

### 총 13개
- START DUSH! - 2006년 7월, 채문관 출판 ISBN 4-7756-0134-2
- Bon! Bon! Ai-bomb - 2007년 12월, 문화사 ISBN 978-4-8211-2688-0
- 밀크색의 아이 (みるく色の愛) - 2008년 5월, 아쿠아하우스 ISBN 978-4-86046-114-0
- 커다란 아이 (おっきな愛) - 2008년 12월, 학연퍼플리싱 ISBN 978-4-05-403784-7
- 연애 (恋愛~renai~) - 2009년 4월, 채문관 출판ISBN 978-4-7756-0388-8
- 하티네스 (ハーティネス) - 2009년 11월, 소학관 ISBN 978-4-09-103080-1
- 벚꽃이 필 때 (桜サクトキ) - 2010년 5월, 채문관 출판 ISBN 978-4-7756-0479-3
- 시노자키 아이 러브 스토리 (篠崎愛 ラブストーリー) - 2012년 3월, 학연플러스 ISBN 978-4-05-606594-7
- 시노자키 아이 Love Scenes (篠崎愛 Love Scenes) - 2014년 9월, 소학관 ISBN 978-4-09-682096-4
- 결정 일본판 (結晶) - 2017년 11월 2일, 강담사  ISBN 978-4-06-352864-0
- 몽환 한국판 (夢幻) - 2017년 11월 2일, y미디어 ISSN 2465-8928
- 연애 대만판 (戀愛) - 2017년 11월 2일, 첨단출판  ISBN 978-9-57-107805-2
- 10주년 메모리 (10years Memory) - 2018년 11월 30일, 영챔피언 ISBN 978-4-253-01099-3

### 총 42개 (4개는 Blu-ray로 재발매 )
- 시노자키 아이 the 1st (2006년 8월 25일, 채문관 출판)
- 사랑 LOVE YOU (2006년 9월 27일, 트래픽 재팬)
- 사랑의 피치파이 (2006년 11월 22일, 에어 콘트롤)
- Pure Smile (2007년 3월 23일, 다케쇼보)
- 사랑의 섬부터... (2007년 5월 25일, GP뮤지엄 소프트 )
- F-MATES, 15-MATES (2007년 7월 20일, 아쿠아하우스) ※우에노 치히로 공동 작업
- LOVE짱 (2007년 8월 24일, 다케쇼보)
- Balloooooon (2007년 11월 30일, 문화사 )
- ONE (2008년 2월 22일, 아쿠아하우스)
- 밀크 색의 사랑 (2008년 5월 23일, 아쿠아하우스)
- 사랑-Link, 아이린쿠~ (2008년 8월 22일, 이넷트 프론티어 )
- 커다란 사랑 (2008년 12월 17일, 학연 퍼블리싱)
- 사랑가득 (2009년 2월 20일, 라인 커뮤니케이션 )
- 연풍 (2009년 2월 20일, 라인 커뮤니케이션)
- "사랑" 열심히 하고 있습니다! (2009년 5월 22일, 채문관 출판)
- 프라우 (2009년 8월 28일, 다케쇼보)
- 수르 (2009년 8월 28일, 다케쇼보)
- 약속, 홋카이도 원거리 연애 (2009년 11월 27일, 이넷트 프론티어)
- 맑음.! (2009년 11월 27일, 이넷트 프론티어)
- Beach Angels시노자키 아이 in아마미 오시마·가케로마 섬 (2010년 2월 24일, 밥 ) Blu-ray Disc 판도 동시 발매
- 벚꽃이 필 때 : 사쿠라 사쿠코로 (2010년 5월 28일, 채문관 출판)
- 라브스포! (2010년 8월 27일, 다케쇼보)
- 아르바이트 중! (2010년 8월 27일, 다케쇼보)
- 모에유룻 산 걸!! (2010년 9월 15일, 포니 캐니온)
- FINAL1/2, 사랑 원더 랜드 (2010년 11월 20일, 라인 커뮤니케이션)
- FINAL2/2, 아이 러브 랜드 (2010년 11월 20일, 라인 커뮤니케이션)
- 시노자키 아이 Special DVD-BOX (2010년 11월 20일, 라인 커뮤니케이션) *사랑가득 / 연풍 / Special DVD (미공개 영상) 수록 (총 3개 dvd)
- 시노자키 아이 Premium DVD BOX (2011년 2월 25일, 에스디지털) *THE 1st.DVD / 사랑 열심히 하고 있습니다! / 벚꽃이 필 때 / Premium DVD (미공개 영상) 수록 (총 4개 dvd)
- 순애이상 (2011년 4월 27일, 이넷트 프론티어)
- 순정가련 (2011년 4월 27일, 이넷트 프론티어)
- 달콤한 열매 (2011년 9월 24일, 다케쇼보)
- Magical Eyes (2011년 9월 24일, 다케쇼보)
- 사랑이에요. (2011년 11월 22일, 리버풀) Blu-rayDisc판은 2014년 4월 18일에 발매
- "사랑" 넘치고 있습니다! (2011년 12월 23일, 에스 디지털)
- Sweet Love (2012년 2월 22일, 학연 퍼블리싱)
- 사랑그대로. (2012년 5월 23일, 리버풀) Blu-ray Disc판은 2013년 11월 22일에 발매
- 사랑 모션 (2012년 6월 22일, 리버풀) Blu-ray Disc판은 2014년 9월 19일에 발매
- Ai's Origin (2013년 9월 20일, shining-will)
- YOUR Ai's ONLY (2014년 3월 20일, shining-will)
- Lovely (2014년 10월 17일, shining-will)
- HOLIDAY (2015년 5월 29일, shining-will)
- Reality (2015년 10월 8일, shining-will)

## 같이 보기
- 그라비아 아이돌 목록